# گوسولا
گوسولا (به ایتالیایی: Gussola) یک کومونه در ایتالیا است که در استان کریمونا واقع شده‌است.

## خصوصیات
گوسولا ۲۵٫۳ کیلومترمربع مساحت و ۲٬۹۰۹ نفر جمعیت دارد و ۲۷ متر بالاتر از سطح دریا واقع شده‌است.